# Société des artistes indépendants
La Société des artistes indépendants és una associació fundada a París el 19 de juliol del 1884 que organitza el Salon des Indépendants. Va néixer de la voluntat de diversos artistes de proposar al públic obres d'art no acceptades al Salon officiel de Paris. Es diferencia del Salon des Refusés per la seva total independència de les institucions oficials.
L'article primer dels seus estatuts disposa que l'objecte de la Société des artistes indépendants - fundada sobre el principi de l'abolició del jurat d'admissió - és aquell de consentir als artistes de presentar les seves obres al judici del públic en tota llibertat.
El dia 1 de desembre del 1884, Lucien Boué, president del Conseil de Paris, va inaugurar el primer Salon des indépendants. Entre els quadres exposats hi havia La Baignade à Asnières de Georges Seurat, Le Pont d'Austerlitz de Paul Signac i altres obres de Henri-Edmond Cross, Odilon Redon, Albert Dubois-Pillet, Louis Valtat, Armand Guillaumin i Charles Angrand.
La societat encara és activa i segueix organitzant exposicions anuals.